# Louis Paufique
Louis Paufique, né le 22 juin 1899 à Lyon et mort le 22 juin 1981 à Saint-Genis-Laval, est un ophtalmologiste français, spécialisé dans l'implantation de cristallins artificiels, les interventions réparatrices des décollements de rétine et les greffes de cornée.

## Biographie
Né à Lyon, Louis Paufique étudie au lycée Ampère avant d'effectuer son service militaire à Strasbourg. Il étudie ensuite la médecine à Lyon et notamment l'ophtalmologie dans le service du professeur Etienne Rollet, où il deviendra plus tard chef de clinique. En 1928, à la fin de son internat, il obtient son doctorat 1948,,.
En parallèle de sa pratique hospitalière, il donne des consultations privées place Bellecour et opère deux fois par semaine à Vienne. Il travaille aussi un temps à l'hôpital de Salute.
Lorsque la Seconde Guerre Mondiale éclate, Paufique est mobilisé à l'hôpital militaire à Gap. En 1942, il devient ophtalmologiste des hôpitaux et agrégé d'ophtalmologie en 1948,. En 1943, il devient chef du service d'ophtalmologie de l'hôpital de l'Antiquaille, à Lyon.
À partir de 1956 et jusqu'à sa retraite en 1969, il occupe le poste de professeur de clinique ophtalmologique à la faculté de médecine de Lyon et profite de son poste pour convaincre les autorités de créer un véritable service d'ophtalmologie à l'hôpital Edouard Herriot. Il créera par ailleurs le premier service d'ophtalmologie pédiatrique. Durant sa dernière année d'exercice, il devient président du conseil d'administration des hospices civils de Lyon. Il fut également membre de l'académie de médecine,.
Paulfique adopta deux enfants, dont un deviendra lui aussi médecin à Nantes, et aura douze filleuls.

## Sociétés savantes
- Membre correspondant de l'Académie nationale de médecine, en 1954
- Membre de l'International Council of Ophtalmologie, en 1955
- Membre de l'International Academy of Ophtalmology, en 1976
- Membre du Conseil d'Administration du Groupement Francophone d'Histoire d'Ophtalmologie

## Récompenses
- Médaille d'Or de l'Institut Barraquer, de Barcelone et de Bogota.
- Commandeur de la Légion d'honneur
- Grand-croix de l'ordre national du Mérite (1979)[5] ; Grand-officier en 1976[6].
- Officier de l'Instruction publique
- Chevalier de l'ordre de la Santé publique

## Hommages

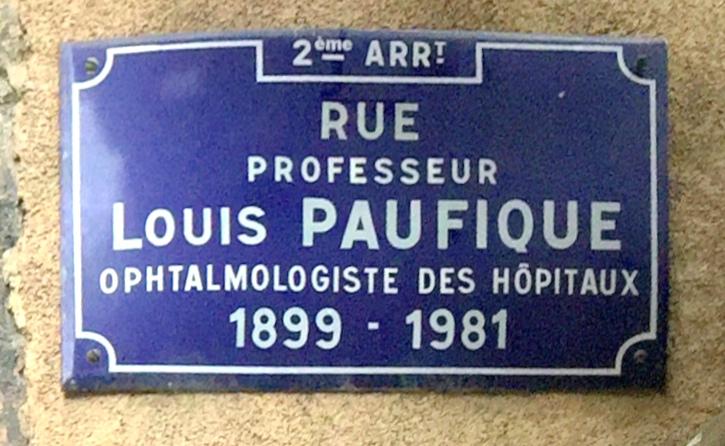
Plaque de la rue Professeur-Louis-Paufique.

- Il y a une rue Professeur-Louis-Paufique à Lyon[7].

- Un centre ophtalmologiste créé en 1984, porte son nom, à Lyon[8].